# Heinrich Mandel

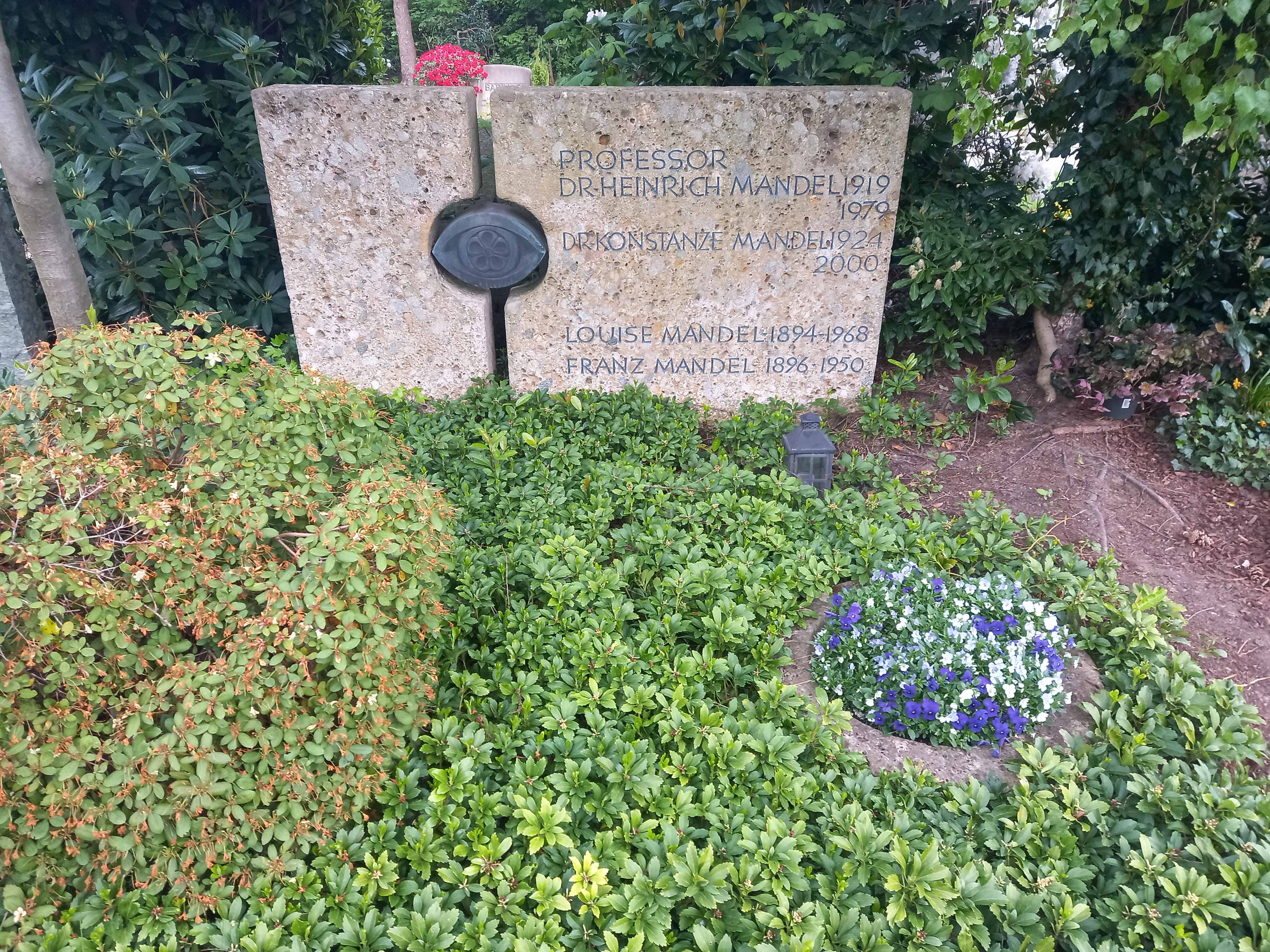
Das Grab von Heinrich Mandel und seiner Ehefrau Konstanze geborene Gronheid im Familiengrab auf dem Friedhof Bredeney in Essen

Heinrich Mandel (* 11. August 1919 in Prag; † 24. Januar 1979 in Düsseldorf) war ein deutscher Manager der Elektrizitätswirtschaft und weltweit ein maßgeblicher Vertreter der friedlichen Nutzung der Kernenergie. Er war der Überzeugung, dass in einem brennstoffarmen Industrieland wie der Bundesrepublik Deutschland und auch in den mit Energie noch unterversorgten Entwicklungsländern die Option Kernenergie verwirklicht werden müsse. Wie viele Energiewirtschaftler in der ganzen Welt vertrat er die Auffassung, dass bei den endlichen Ressourcen die Förderung von Erdöl ihren Höhepunkt zwischen 1985 und 1995 erreichen würde, die von Erdgas um die Jahrtausendwende. Aus dieser Erkenntnis – die sich inzwischen zumindest für den Zeithorizont als falsch herausgestellt hat – leitete Mandel seine Forderung ab, dass eine umfängliche Verwirklichung der friedlichen Nutzung der Kernenergie zeitnah zu erfolgen habe. Wegen des überwiegenden Anteils der Kapitalkosten an den Kosten der Nutzung der Kernenergie bevorzugte Mandel Kernkraftwerke und deren Auslegung mit den im Vergleich niedrigeren Fixkosten.

## Stationen
Nach mit Auszeichnung bestandener Reifeprüfung am Realgymnasium in Prag III studierte Mandel ab dem Wintersemester 1938/39 Maschinenbau an der Technischen Hochschule zu Prag, mit Unterbrechungen beim Militär im Russlandfeldzug 1941/42 in der Ukraine, Sowjetunion. 1939 trat er freiwillig in die NSDAP und die Allgemeine SS ein (SS-Nummer 339.925), 1941 auch in die Waffen-SS. Nebenbei studierte er Naturwissenschaften, vor allem Physik. 1943 bestand er sein Hauptexamen, ebenfalls mit Auszeichnung.  1944 wurde Mandel 24-jährig zum Dr.-Ing. promoviert. Es folgten Kriegseinsatz als SS-Untersturmführer in der SS-Panzer-Instandsetzungs-Abteilung 11 und Kriegsgefangenschaft vom 19. Mai 1945 bis zum 14. Dezember 1946. Neben seinem Beruf studierte er 1950–1952 an der Universität zu Köln Physik. 1952 wurde er in Köln zum Dr. phil. promoviert.
Mandels berufliche Laufbahn ist eng verbunden mit dem Rheinisch-Westfälisches Elektrizitätswerk AG, dem seinerzeit größten europäischen Elektrizitätsversorgungsunternehmen. 1948 begann er dort als Hilfsmonteur beim Wiederaufbau eines Steinkohlekraftwerks. 1955 wurde er Leiter der Kerntechnischen Abteilung. Mandel wurde 1961 stellvertretendes und 1967 ordentliches Mitglied des Vorstandes der Rheinisch-Westfälisches Elektrizitätswerk AG. Den 1956 von der RWTH Aachen erteilten Lehrauftrag für Reaktorphysik hielt er bis zu seinem Tod im Alter von 59 Jahren. 1967 wurde er in Aachen Honorarprofessor.
Mandel war 1973–1979 Präsident des Deutschen Atomforums. Vor dem Hintergrund der ersten Ölpreiskrise 1973 vertrat er seine Ansichten auch in Hinblick auf die Entsorgungskosten. Ihm widersprach Nordrhein-Westfalens Wirtschaftsminister Horst-Ludwig Riemer: Die Kosten der Endlagerung von Atommüll und der Wiederaufbereitung von Plutonium eingeschlossen, sei Elektrizität aus Ruhrkohle billiger als Atomstrom.
Er wurde 1975 der erste Vorsitzende des neu gegründeten The Uranium Institute. 1977–1979 war er Vorsitzender des Internationalen Exekutivrates der Weltenergie-Konferenz sowie dort Präsident des Nationalen Komitees der Bundesrepublik Deutschland. Er setzte sich auch in dieser Funktion engagiert für die friedliche Nutzung der Kernenergie ein, insbesondere für Kernkraftwerke mit Leichtwasserreaktor.
Mandel saß von 1960 bis 1979 im Herausgeberbeirat der Fachzeitschrift „atw – atomwirtschaft – atomtechnik“ (heute atw – International Journal for Nuclear Power), des offiziellen Fach- und Mitteilungsblatts der Kerntechnischen Gesellschaft e.V.

## Wirken
Mandel gelang es, die Entscheidungsträger des RWE, die für die Verstromung von Braunkohle standen, von der Wirtschaftlichkeit der Nutzung der Kernenergie für die Elektrizitätserzeugung zu überzeugen.
Mandel verwirklichte das 16-MW-Versuchskernkraftwerk in Kahl mit Siedewasserreaktor als erstes Kernkraftwerk in der Bundesrepublik Deutschland, durchgesetzt gegen Bedenken der Reaktor-Sicherheitskommission des Bundesministeriums für Atomkernenergie und Wasserwirtschaft. Das Kraftwerk lieferte ab 1961 Strom in das öffentliche Netz.
Mandel gilt als der Vater des Kernkraftwerks Biblis A mit Druckwasserreaktor, bei dem er zur Verbesserung der Wirtschaftlichkeit die Reduktion der Anlagekosten pro kWh durch Größendegression nutzte.  Das Kraftwerk nahm 1975 den kommerziellen Betrieb auf und war mit 1225 MW das damals größte Kernkraftwerk der Welt.
Mandel ging von einem weltweit umfänglichen Zubau von Kernkraftwerken aus. Das führte bei ihm zu zwei Entscheidungen.
Zum einen bestand Mandel darauf, deutsche Großanlagen zur Wiederaufarbeitung der abgebrannten  Brennelemente der Kernkraftwerke mit Leichtwasserreaktor schon in den 1990er Jahren in Betrieb zu haben. In diesen Großanlagen sollte der PUREX-Prozess zur Trennung der zu entsorgenden, radioaktiven Abfälle vom nutzbaren Plutonium zum Einsatz kommen, ein chemisch-physikalisches Verfahren, das ursprünglich zur Gewinnung von bombentauglichem Plutonium aus mit Neutronen bestrahltem Uran-238 entwickelt wurde. Mandel wollte dadurch die Unabhängigkeit der deutschen Elektrizitätswirtschaft sicherstellen und grenzüberschreitende Transporte vermeiden. Das gewonnene Plutonium sollte als Spaltstoff in Leichtwasserreaktoren zum Einsatz kommen.
Zum anderen teilte Mandel die Auffassung, dass die Versorgung mit dem Kernbrennstoff Uran-235 knapp werde. Ab Mitte der 1960er Jahre wurde Mandel von Wolf Häfele, dem Projektleiter Schneller Brüter beim ehemaligen Kernforschungszentrum Karlsruhe überzeugt, dass hier der schnelle Brüter mit Natrium-Kühlung, der unter Nutzung des Kernbrennstoffs Plutonium-239 und 241 mehr Spaltstoff erzeugt als verbraucht, Abhilfe schaffen könne. Häfele empfahl, den vom Kernforschungszentrum Karlsruhe zusammen mit Siemens und Interatom entwickelten SNR-300 zu bauen. Es gelang Mandel, 1972 die Schnell-Brüter-Kernkraftwerksgesellschaft mbH in Essen, bestehend aus RWE, der belgischen Synatom und dem Verbund der niederländischen Elektrizitätserzeuger SEP, zustande zu bringen. Diese Gesellschaft hatte als Geschäftszweck den Bau und den Betrieb des Schnellen Brüters Kernkraftwerk Kalkar am Niederrhein im Versorgungsgebiet des RWE.
Folgende Kernkraftwerke gehen auf die Initiative von Mandel zurück: Die Leichtwasserreaktoren Kernkraftwerk Kahl, Kernkraftwerk Großwelzheim, Kernkraftwerk Biblis mit Blöcken A und B, Kernkraftwerk Gundremmingen mit Blöcken A, B und C, Kernkraftwerk Mülheim-Kärlich sowie der Schnelle Brüter Kernkraftwerk Kalkar.

## Bedeutung
Mandel setzte in den 1960/1970er Jahren den amerikanischen Leichtwasserreaktor LWR in der Bundesrepublik Deutschland durch, woraufhin das System auch in anderen europäischen Ländern eingeführt wurde. Wesentliche Kriterien für Mandel waren die Bau- und Betriebserfahrungen von Kernkraftwerken mit LWR in USA und die gegenüber anderen Kernkraftwerken geringeren Anlagekosten der Kernkraftwerke mit LWR. Wegen der geringeren Anlagekosten des Siedewasserreaktors im Vergleich zum Druckwasserreaktor favorisierte Mandel zunächst den Siedewasserreaktor. Das Scheitern der von ihm unterstützten Projekte Großanlage der Wiederaufarbeitung und Schneller Brüter hat Mandel, der 1979 verstarb, nicht erlebt.
Mandel nahm maßgeblichen Einfluss auf die Anforderungen an die Sicherheit von Kernkraftwerken mit LWR. Er unterschied  unmissverständlich zwischen dem für die Genehmigung vereinbarten Auslegungsstörfall eines Kernkraftwerks einerseits, für dessen Beherrschung die Sicherheitssysteme ausgelegt sein müssen, und vorstellbaren, den Auslegungsstörfall überschreitenden Unfallketten andererseits, die ausgelöst werden durch Flugzeugabsturz, kriegerische Aktionen, gleichzeitigen, voneinander unabhängigen Ausfall mehrerer Sicherheitseinrichtungen oder Bersten des Reaktordruckbehälters, alles Ereignisse, deren Eintrittswahrscheinlichkeit sehr gering ist. In 1971 bezeichnete Mandel die Risiken aus solchen unwahrscheinlichen Unfallketten als „entfernt“ und er merkte an, dass eine „konsequente Berücksichtigung solcher allgemeinen Risiken in allen Bereichen des Lebens zu einer Lähmung der Wirtschaft und damit des modernen Lebens schlechthin führen würde“. Mandel warnte davor, dass „unverhältnismäßige Sicherheitsvorschriften“ die Wirtschaftlichkeit der Kernkraftwerke einschränken. In der Diskussion über ein Kernkraftwerk bei der BASF, Ludwigshafen am Rhein verwies Mandel aber auch auf die Vorbehalte in den USA, Kernkraftwerke wegen der verbleibenden Wahrscheinlichkeit eines schweren Unfalls in der Nähe von Großstädten zu betreiben.  Die von Mandel an der Eintrittswahrscheinlichkeit orientierte Betrachtungsweise zur Sicherheit der Kernkraftwerke prägte die Argumentation der Befürworter von Kernkraftwerken mit LWR, bis hin zu Risikostudien – in Deutschland maßgeblich verantwortet durch Adolf Birkhofer, in denen mittels probalistischer Analysen die sehr geringen Eintrittswahrscheinlichkeiten der hypothetischen Unfallketten wissenschaftlich belegt wurden. Die Betrachtungsweise von Mandel fand mit dem Kalkar-Urteil vom 8. August 1978 Eingang in die deutsche Rechtsprechung. Nach dem Unfall des Kernkraftwerks Three Mile Island 1979, den Mandel nicht mehr erlebte, kamen in der Öffentlichkeit Zweifel an dieser Betrachtungsweise auf, gefördert auch durch den umstrittenen Anspruch von Rudolf Schulten und seinem Umfeld, ein inhärent sicheres, kommerzielles Kernkraftwerk vom Typ Kugelhaufenreaktor ohne die Möglichkeit der Kernschmelze und des Berstens des Reaktordruckbehälters mit ihren Folgeschäden verwirklichen zu können. Nach der Reaktorkatastrophe von Tschernobyl 1986 verlor Mandels Abgrenzung zwischen Auslegungsstörfall und auslegungsstörfallüberschreitenden Unfällen zunehmend an Zustimmung. Das wurde unter anderem deutlich durch die Einführung von Wasserstoff-Rekombinatoren 1980, Ventil zur Druckentlastung 1987 und Core-Catcher 1998, die die Sicherheit der Kernkraftwerke mit LWR verbesserten, allerdings unter Hinnahme höherer Anlagekosten und eines weiterhin verbleibenden Risikos von Unfällen mit radioaktiven Belastungen des Kraftwerks und der Umwelt.

## Auszeichnungen
- 1974: Dr.-Ing. E. h.  der TU München
- 1977: Dr. h. c. der Michigan TU Houghton

## Heinrich-Mandel-Preis
Die VGB-Forschungsstiftung vergab zwischen 1981 und 2014 jährlich den Heinrich-Mandel-Preis für eine herausragende Leistung junger Hochschulabsolventen auf dem Gebiet der Strom- und Wärmeerzeugung. Im Zuge der Neuordnung und Systematisierung seiner technischen Preise vergibt VGB PowerTech diesen Preis seit 2015 als Innovation Award, zusammen mit dem Quality Award und Safety & Health Award.